# Чешский ад
Чешский ад (эст. Tšehhi põrgu), в чешской историографии Нимбуркская резня (чеш. Nymburská poprava) — совершённый чешскими партизанами в мае 1945 года (во время Пражской операции) самосуд над солдатами и офицерами 20-й ваффен-гренадёрской (1-й эстонской) дивизии СС. Чешскими партизанами было расстреляно, по разным данным, от 400 до 1300 человек.

## Предыстория
5 апреля 1945 года в Кошице было провозглашено временное чехословацкое правительство: треть мест в национальном правительстве заняли представители коммунистической партии, в том числе посты министров обороны и внутренних дел. Коммунисты, считавшие немцев и их пособников виновными в преступлениях против гражданского населения, призывали сторонников Сопротивления не давать пощады немецким солдатам и после капитуляции Германии. Правительство стремилось извлечь свою выгоду из действий лиц, мечтавших выместить на немецких солдатах всю злость, накопившуюся за время оккупации.
В районе между современными польскими городами Южной Силезии Еленя-Гура и Свежава в мае 1945 года оказались тысячи солдат и офицеров 20-й ваффен-гренадёрской (1-й эстонской) дивизии СС. Часть из них была завербована в Ваффен-СС насильно и никакого толкового обучения не проходила. В боях эти люди также не участвовали и к совершённым эстонской дивизией СС преступлениям против гражданских лиц отношения не имели.

## Действия
7 мая 20-я дивизия СС получила приказ отступить, собраться у города Яблонец-над-Нисоу, двинуться через Прагу в сторону города Пльзень и сдаться американским войскам. Штаб-квартира и вспомогательные составы отбыли в тот же день, а эстонские эсэсовцы стали отступать на следующий день. Однако чешские партизаны потребовали, чтобы все подразделения вермахта и СС (в том числе и эстонцы) сложили оружие. Эстонцы выполнили требования партизан. Тем не менее, чехи бросились преследовать и захватили ряд сдавшихся безоружных солдат, устроив над ними пытки и издевательства. Эстонцы в немецкой форме для чехов, как и любые солдаты в форме вермахта или СС, считались тогда преступниками и оккупантами (вне зависимости от того, насильно они были призваны или добровольно отправились на фронт). В конце концов, чехи устроили самосуд, расстреляв часть сдавшихся: по разным оценкам, число расстрелянных могло варьироваться от 500 до 1000 человек, однако точные цифры неизвестны до сих пор.
Унтершарфюрер СС Харальд Нугисекс, кавалер Рыцарского креста Железного креста, несколько раз оказывался в плену у чехов и находился на грани гибели, но партизан распугивала постоянно пролетавшая советская авиация, которую чехи опознать не могли. Ещё один выживший в «чешском аду», майор Сууркиви, жаловался советским офицерам на жестокое обращение со стороны чехов. С большим трудом советские солдаты заставили чехов прекратить самовольные расстрелы пленных. Выжившие эстонские солдаты СС потом были переданы в руки советских войск.